# 電熱

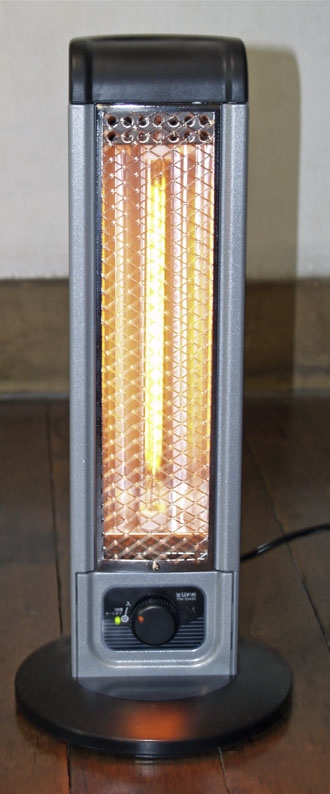

電熱（でんねつ）は、電力による加熱である。

## 分類
抵抗加熱
直接抵抗加熱
被加熱物に直接電流を流すことによるジュール熱での加熱。
間接抵抗加熱
他の抵抗器に電流を流すことによるジュール熱の熱伝導・対流・放射による被加熱物の加熱。

誘導加熱
交番磁界による電気伝導体の渦電流損・強磁性体のヒステリシス損による加熱。
誘電加熱
交流電界中の誘電体の誘電損による加熱。
アーク加熱
直接アーク加熱
被加熱物を電極またはアーク媒体としてアークを発生させることによる加熱。
間接アーク加熱
他の電極・アーク媒体のアーク発熱の熱伝導・対流・放射による被加熱物の加熱。

ヒートポンプ加熱
ヒートポンプを用いた逆冷凍サイクルによる加熱。
放射加熱
赤外線加熱
電力で高温に加熱した物体からの赤外線放射による加熱。